# امین بایرام
امین بایرام (انگلیسی: Emin Bayram؛ زادهٔ ۲ آوریل ۲۰۰۳) بازیکن فوتبال اهل ترکیه است.
از باشگاه‌هایی که در آن بازی کرده‌است می‌توان به باشگاه فوتبال گالاتاسرای اشاره کرد.
وی همچنین در تیم‌های ملی فوتبال زیر ۱۵ سال ترکیه، زیر ۱۶ سال ترکیه، زیر ۱۷ سال ترکیه، زیر ۱۹ سال ترکیه، و زیر ۲۱ سال ترکیه بازی کرده‌است.